# Pleopeltis fallax
Pleopeltis fallax är en stensöteväxtart som först beskrevs av Diederich Franz Leonhard von Schlechtendal och Adalbert von Chamisso och som fick sitt nu gällande namn av John T. Mickel och Joseph M. Beitel.
Pleopeltis fallax ingår i släktet Pleopeltis och familjen Polypodiaceae. Inga underarter finns listade i Catalogue of Life.